# Black Snake Moan
Black Snake Moan är en amerikansk dramafilm från 2007. 
Regissör och manusförfattare är Craig Brewer. 

## Skådespelare
- Samuel L. Jackson – Lazarus (Laz)
- Christina Ricci – Rae
- Justin Timberlake – Ronnie

## Handling
Småbrukaren och före detta bluessångaren Laz (Samuel L. Jackson) bor för sig själv i Mississippis träskmarker. I staden en bit därifrån bor Rae och Ronnie, men en dag vill Ronnie ut i det militära. Rae, i själva verket en nymfoman (Christina Ricci), blir ensam och går på fest med tjejkompisar, men tuppar av efter för mycket av det goda. Ronnies kompis ska köra henne hem, men irriterar sig på henne på vägen, och slår till henne, och blir sedan skräckslagen då han tror att han slagit ihjäl henne, så han dumpar henne vid vägkanten. Morgonen därpå hittar Laz flickan, medvetslös, vid vägkanten. Han bestämmer sig för att hjälpa henne ta sig ur sin destruktiva livsstil. För att göra det måste han kedja fast henne i sitt hus.